# Pleinfeld
Pleinfeld är en köping (Markt) i Landkreis Weißenburg-Gunzenhausen i Regierungsbezirk Mittelfranken i förbundslandet Bayern i Tyskland.